# Seznam osobností vyznamenaných 29. ledna 2003
Seznam slovenských osobností, které prezident České republiky Václav Havel vyznamenal nejvyššími státními vyznamenáními 29. ledna 2003 při své poslední zahraniční návštěvě ve funkci prezidenta.

## Řád Bílého lva

### I. třídy
- Alexander Dubček (in memoriam)
- generálmajor v. v. Ing. Anton Petrák

## Řád Tomáše Garrigua Masaryka

### III. třídy
- Miroslav Kusý

## Medaile Za zásluhy

### I. stupně
- Peter Dvorský
- Martin Huba
- Ladislav Chudík
- Milan Lasica
- PhDr. Ľubomír Lipták CSc.
- Július Satinský (in memoriam)
- Lászlo Szigeti
- Emília Vášáryová